# Barthélemy-Louis-Martin Chaumont
Pour les articles homonymes, voir Chaumont.
Pour les autres membres de la famille, voir Famille Chaumont de La Galaizière.
Barthélemy-Louis-Martin Chaumont ou Barthélemy Chaumont de La Galaizière, né le 23 août 1737 à Paris et mort le 30 juin 1808 à Mareil-le-Guyon est un ecclésiastique, premier évêque de Saint-Dié.

## Biographie
Il est le troisième fils d'Antoine-Martin Chaumont de La Galaizière, chancelier de Lorraine et de Louise Élisabeth Orry, sœur de Philibert Orry, futur contrôleur général des finances.
Il est baptisé le 24 août 1737 à Paris avec comme parrain et marraine Louis Carbonnier, valet de chambre de son père, et Marie-Anne-Gaston Loy.
Il réside le temps de sa jeunesse à Paris.

### Formation
Le 11 septembre 1744 il reçoit à l'âge de sept ans l'abbaye bénédictine de Saint-Mihiel du diocèse de Verdun dont il est fait abbé. En 1747, il obtient une pension sur l'abbaye Saint Léopold de Nancy. En 1749, il bénéficie des prieurés d'Haréville , d'Insming et de Neuviller. Il est aussi abbé de l'abbaye des chanoines réguliers d'Autrey en 1775, de Bégard, de Genlis et de Saint-Avold.
Il est accompagné, durant sa formation, du précepteur l'abbé André Morellet. Il est choisi grâce à son supérieur de séminaire, l'abbé de Sarcey, qui dirige quelques prévôtes dont Catherine Baré, la grand-mère maternelle de Barthélemy Chaumont de la Galaizière. L'abbé Morellet doit encadrer ce jeune homme de 15 ans pendant sa philosophie, sa théologie et sa licence afin qu'il devienne évêque.
Il effectue ses deux années de philosophie entre 1752 et 1754 au collège du Plessis. Il obtient sa maîtrise des Arts le 2 août 1753. En 1759, il soutient sa première thèse, La Tentative, au collège de Bourgogne, lui conférant le grade de bachelier. Il se rend au séminaire de Saint-Magloire pour sa théologie en 1760 et complète ses études aux écoles de la Sorbonne. Il obtient sa licence en 1762, se classant 32ème.
A la mort du pape Benoît XIV en mai 1758, il se rend en Italie avec l'abbé Morellet afin d'être témoin du conclave. Ils y restent jusqu'en mars 1759. C'est l'occasion pour Barthélemy Chaumont de la Galaizière de rencontrer Loménie de Brienne qui, devenu en 1760 évêque de Condom, le nomme vicaire général, poste qu'il tient pendant 9 ans. 

### Carrière ecclésiastique
Le 31 décembre 1753, l'oncle de Barthélemy Chaumont de la Galaizière, l'abbé Dieudonné de Chaumont de Mareil est nommé grand-prévôt de Saint-Dié. Le duc Stanislas décide de nommer coadjuteur le 7 janvier 1765, l'abbé Chaumont de la Galaizière auquel il souhaite que " ce nouveau prélat [puisse] remplir les désirs de la province, devenir évêque des Vosges, et le Pontife assis sur le siège de l'église de Saint-Dié". Il obtient la Grande-Prévôté et le Comté de Saint-Dié le 7 janvier 1765 dont la double titularisation s'effectue à la suite du décès de son oncle en 1768.
Le 18 février 1774, Barthélemy Chaumont de la Galaizière est désigné pour devenir le futur évêque de Saint-Dié et nommé par brevet royal le 28 avril 1776. Cette décision est approuvée par l'archevêque-métropolitain de Trèves et par le pape Pie VI. Le pape Pie VI donne la Bulle solennelle, érigeant le siège, donnant ses limites et sa dotation, le 21 juillet 1777. Le roi Louis XV émet les Lettres-Patentes en août 1777, enregistrées au Parlement le 6 septembre 1777.
Barthélemy Chaumont de la Galaizière est sacré évêque le 21 septembre 1777 en la chapelle du château de l'abbé de Brienne et fait son entrée solennelle le 28 octobre.
Il est reçu conseiller-prélat en la cour souveraine le 19 janvier 1778. 
En août et septembre 1787 à Nancy, il est l'un des cinq élus représentant le clergé à l'assemblée provinciale de Lorraine et Barrois ; il en est nommé président. Le 21 janvier 1791 il refuse de prêter le serment constitutionnel et fuit vers l'étranger dans la nuit du 19 mars 1791. Il émigre pour Bruxelles où il y rejoint son frère Antoine Chaumont de la Galaizière, puis vers l'Allemagne, l'Angleterre et la Suisse. Après la signature du Concordat de 1801, il démissionne et revient dans la maison familiale de Mareil-le-Guyon où il y meurt en 1808.

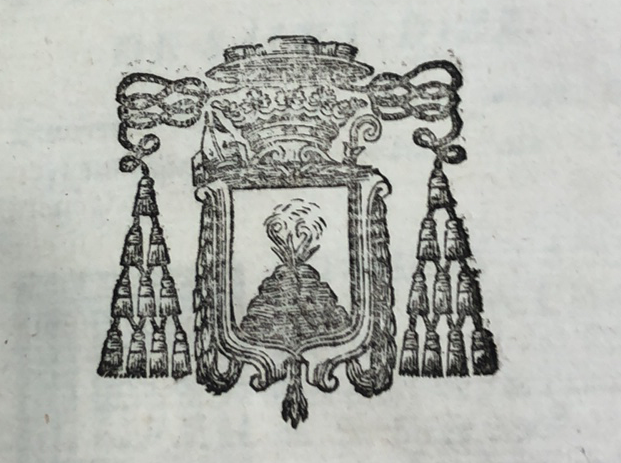
Armoirie personnelle de Barthélemy Chaumont de la Galaizière